# Дворец спорта (Гренобль)
Дворец спорта в Гренобле (фр. Palais des sports de Grenoble, также известный как фр. Palais des sports Pierre Mendes) — стадион, построенный в 1967 году на территории парка Пол-Мистрал в Гренобле (Франция) для зимних Олимпийских игр 1968 года.

## История
Разрешение на строительство было подано 31 декабря 1965 года, строительство велось с ноября 1966 по июль 1967 года. Конструкция дворца состоит из двух поперечных цилиндров (95 м на 65 м). Крыша имеет двойную кривизну и состоит из четырёх гиперболических параболоидов, расположенных симметрично парами и пересекающимися под прямым углом, в результате чего между ними образуются просветы для доступа естественного света ("пятое окно"), освещающие дорожку трека и делающие его очень узнаваемым. В плане сверху представляет квадрат, на каждом углу находится 48-метровая консольная балка. Площадь здания — 113 м2. Вместимость трибун составляет 12000 зрителей, пресс-центра способен принять 500 журналистов. Внутри смонтирован постоянный велотрек.
Во время зимних Олимпийских игр 1968 года он принимал матчи по хоккею с шайбой и соревнования по фигурному катанию, за что получил название «Ледяной дворец» (фр. Le Stade de Glace), также на нём прошла церемония закрытия Игр в присутствии Премьер-министра Жоржа Помпиду.
В 1982 году получил название в честь Пьера Мендес-Франса.
В 1985 году произошёл пожар, который разрушил крышу, отменив велогонку «Шесть дней Гренобля» этого же года и заставил отменить проведений любых мероприятий в течение нескольких месяцев.
С 2003 года здание обозначено как «наследие двадцатого века» Гренобля.
16 июня 2014 года новый мэр Гренобля Эрик Пиоле объявил, что Дворец должен вернуться к чисто спортивной деятельности и что он не возобновит соглашение между ассоциацией, которая управляет им и городом. Эта ассоциация организовала, в частности, такие мероприятия, как «Шесть дней Гренобля», «Международный мототурнир Supercross» и Международный цирковой фестиваль в Гренобле.
Каждый год фестиваль Snowboard Garden проходит в октябре на близлежащем Stade des Alpes. Но в 2015 году, когда организаторы надеялись собрать 30000 зрителей в течение трёх дней, фестиваль переместился в Дворец спорта, из-за проведения регбийных и футбольных матчей на первоначальном стадионе.
В апреле 2017 года когда теннисная лига Dauphiné-Savoie при поддержке местных СМИ хотела организовать полуфинал Кубка Дэвиса 2017 года во Дворце спорта, мэр города сказал что проведение турнира такого уровня должен организовывать не только город, но и регион, сравнив его велогонкой Тур де Франс.

## Мероприятия

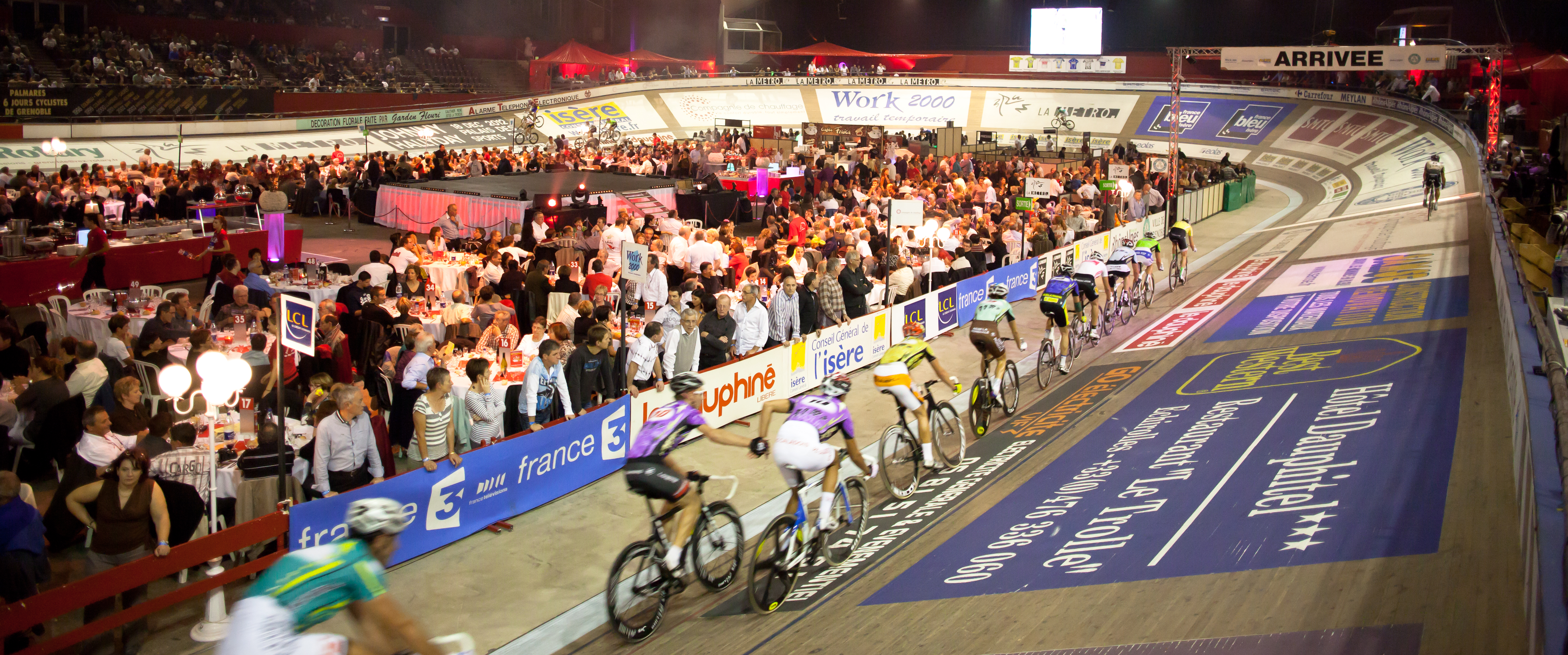
Шесть дней Гренобля (2011).

Помимо Олимпийский игр во дворце проходили различные крупные спортивные соревнования:
- Чемпионат Европы по лёгкой атлетике в помещении[11] — 1972 и 1981 годов
- Финалы Кубок европейских чемпионов по баскетболу — 1979[12][13] (в присутствии 15 000 зрителей[12][14]) и 1983[15] годов
- Финалы баскетбольного турнира Кубок Сапорты — 1985[16] и 1988[17] годов
- Финал теннисного турнира Кубок Дэвиса 1982[18] года

С 1971 года каждую осень проводилась (до 2014) трековая велогонка Шесть дней Гренобля.
В настоящее время проводятся хоккейные и баскетбольные матчи.
Среди неспортивных мероприятий во Дворце проходили концерты таких исполнителей как Элтон Джон, Боб Дилан, Snoop Dogg, Милен Фармер.